# Гестрі Клуте
Гестрі Клуте (26 серпня 1978) — південноафриканська легкоатлетка, що спеціалізується на стрибках у висоту.

## Біографія
Гестрі Клуте народилася 26 серпня 1978 року в Джермістоні. У тринадцять років талант Гестрі був відкритий її тренером Мартіном Марксом. Першим великим успіхом спортсменки стала перемога на Африканських іграх у Хараре (1995) (Гестрі показала результат 1,85 м). У серпні 1998 року Клуте перемогла на чемпіонаті Африки у Дакарі з результатом 1,92 м. У вересні того ж року спортсменка стала переможницею Ігор Співдружності. Наступного року Гестрі на домашніх (Йоганнесбург) Африканських іграх здобула перемогу з рекордом Африканських ігор (1,96 м). На Олімпійських іграх у Сіднеї (2000) Клуте показала результат 1,94 м у кваліфікації, а 30 вересня у фіналі змагань Гестрі з особистим рекордом сезону здобула срібну медаль. Наступного року на чемпіонаті світу з легкої атлетики спортсменка з особистим рекордом сезону стала переможницею. На чемпіонаті світу з легкої атлетики у Парижі (2003) Гестрі Клуте перемогла з рекордом Африки (2,06 м). На Олімпійських іграх 2004 року Клуте з результатом 2,02 м знову посіла друге місце (південноафриканку випередила російська легкоатлетка Олена Слесаренко, яка встановила олімпійський рекорд (2,06)).

## Виступи на Олімпіадах
| Олімпіада   | Дисципліна       | Місце |
| ----------- | ---------------- | ----- |
| Сідней 2000 | стрибки у висоту | 2     |
| Афіни 2004  | стрибки у висоту | 2     |